# Жуковка (Ульяновская область)
Жуковка — деревня в Базарносызганском районе Ульяновской области. Входит в состав Папузинского сельского поселения.

## География
Населённый пункт расположен на реке Эмбелейка в 14 километрах к югу от рабочего посёлка Базарный Сызган — административного центра района. Расстояние до Ульяновска — 134 километра.

### Часовой пояс
Жуковка, как и вся Ульяновская область, находится в часовой зоне МСК+1. Смещение применяемого времени относительно UTC составляет +4:00.

## История
До 2005 года деревня входила в состав ныне упразднённого  Юрловского сельсовета.

## Население
| 2010 |
| ---- |
| 40   |

Население деревни в 1913 году — 50 дворов, 385 жителей, в 1996 году — 59 человек.

## Инфраструктура
В деревне расположена всего одна улица: Зелёная.